# Andijon (osiedle)
Andijon (uzb. cyr.: Андижон; ros.: Андижан, Andiżan) – osiedle typu miejskiego we wschodnim Uzbekistanie, w Kotlinie Fergańskiej, nad kanałem Shahrixonsoy, w wilajecie andiżańskim, w tumanie Buloqboshi. W 1989 roku liczyło ok. 4,5 tys. mieszkańców. Ośrodek wydobycia ropy naftowej.